# Premier Guitar
A Premier Guitar é uma revista mensal dos Estados Unidos, sendo revista de guitarras mais vendida na Europa. Actual editor da Total Guitar é Shawn Hammond.
A Premier Guitar contém regularmente tablaturas de canções de Rock, Metal, Folk, country, Rhythm and Blues e Jazz, juntamente com análises a equipamentos de guitarra. A revista publica várias entrevistas exclusivas com diversos guitarristas e bandas, assegurando a maioria dos exclusivos no RU, e possui a contribuição de artistas reconhecidos na revista.
Tem havido artistas convidados a contribuírem, como Pete Townshend dos The Who, Ron Wood dos Rolling Stones, Joe Perry dos Aerosmith, Guthrie Govan, Brent Hinds e Bill Kelliher dos Mastodon, Dave Mustaine e Chris Broderick dos Megadeth e luthier Yuri Landman.

## Equipa actual
- Editor - Shawn Hammond

## Circulação

### 2011
32.000 (print), 90.000 (digital) , 40% quota de mercado, Tráfego web: 1.100.000. 